# 당대조령집
《당대조령집》(唐大詔令集)은，중국 북송(北宋) 시대의 송민구(宋敏求)가 편찬한 책으로, 당(唐) 왕조의 중요한 조령(詔令)들을 모아 수록한 것이다. 원래 전130권이었으나 107권이 남아 있으며, 당 왕조의 조령(詔令) 1,460여 편이 수록되어 있다. 

## 개요
《당대조령집》의 저자 송민구가 신종(神宗) 희녕(熙寧) 3년(1070년) 쓴 서문에 따르면 인종(仁宗)의 치세에 송민구 자신의 아버지인 송수(宋綬)라는 인물이 《송회요》를 편찬하면서 당대의 조령들을 모아 엮은 것을 집에 소장하고 있었으며, 송수가 세상을 떠난 뒤 그 아들인 민구가 거듭 편차를 더해 13류(類) 130권으로 분류하였다고 한다. 송민구는 희녕 2년(1069년) 지제고(知制誥)가 되었고 이정(李定)을 어사(御史)로 제수하는 것에 대해서 반대해 그를 끝내 파직시켰다. 이후 자신의 집에 머무르면서 편찬에 힘써 이를 완성하였다. 
《송사》(宋史) 송민구전에 따르면 무종(武宗) 이후로는 당 왕조의 실록이 남아있지 않았는데 송민구가 무종 이후 당의 여섯 황제의 실록을 보완해 모두 148권으로 찬하였다고 한다. 또한 《신당서》(新唐書)의 수찬에도 참여해 당대의 사실들에 대해서 자세히 알고 있었으므로 《신당서》는 당대 사료를 수집했던 송민구의 업적으로 분류될 수 있다. 
시대를 내려오면서 필사 과정에서 원본과 내용이 달라지거나 탈자나 오자가 생겼는데, 《당대조령집》에 실린 조령들을 당대 문인들의 문집과 《구당서》(舊唐書), 《당회요》(唐會要), 《책부원귀》(冊府元龜), 《문원영화》(文苑英華) 등과 서로 대조해 보면 으레 문장상 차이나 심지어는 생략되고 간략해진 곳도 있을 뿐만 아니라, 다른 사서에 없고 《당대조령집》에만 실려 있는 부분도 있다.
2003년 이희필(李希泌)이 여러 서적과 근대에 새롭게 발견된 문헌에 근거해서 본서에 실리지 않은 조령들을 모아 《당대조령집보편》(唐大詔令集補編) 33권을 편찬해서 상해고적출판사(上海古籍出版社)에서 출판하였다. 문류(門類)는 대체로 《당대조령집》에 준해서 그 빠진 것을 보완하였다.  
조령을 내용마다 제왕(帝王) ・ 비빈(妃嬪) ・ 추시(追諡) ・ 책시문(冊諡文) ・ 애책문(哀冊文) ・ 황태자(皇太子) ・ 제왕(諸王) ・ 공주(公主) ・ 군현주(郡県主) ・ 대신(大臣) ・ 전례(典礼) ・ 정사(政事) ・ 번이(蕃夷)의 13류(대항목)와 그것을 세분화한 154목(소항목)으로 분류하여 배열하고, 조령 본문은 전문 수록하였는데 기초한 연월이 분명하지 않은 것은 그것을 부기하고 있다. 유사한 책과 비교해도 전집으로서의 독자성과 분류·배열 부분에서의 뛰어나다는 점이 호평을 받으며, 당의 정치 · 경제 · 법제 · 군사 · 외교 등의 연구에 빼놓을 수 없는 책이다.

## 판본
《송사》예문지(藝文志) 집부(集部) 총집류(總集類)에는 송수의 저서로 《당대조령》(唐大詔令) 130권과 목록 3권이 실려 있어 서문과 같다. 다만 원(元), 명(明) 이후로 겨우 필사본만 남았다. 이로 인해서 청(清) 건륭(乾隆) 연간에 《사고전서》(四庫全書)를 편찬할 때 이미 권14부터 24, 권87부터 98 이렇게 모두 23권이 빠져 있었다. 《사고전서》 편찬을 위해 모은 여러 사본들도 모두 그러하였다. 광서(光緒) 연간에 이르러 장균형(張鈞衡)이 명대의 초본에 근거해서 적원총서(適園叢書)로 간행해 처음으로 그 각본이 세상에 전해지게 되었다. 하지만 사고전서본은 원본에 비해 빠진 부분도 있었고, 관의 신하들은 으레 마음대로 늘리거나 보완을 행해서 청대에 쓰던 용어가 원문에 섞여 들어 가는 일도 있었다. 적원총서본은 3종의 명대 사본에 근거해서 교감을 행하였지만 청대에는 사용이 기피되던 '이적(夷狄)'이니 '호로(胡虜)'니 하는 말을 모두 바꿔놓는 등 좋은 판본으로 인정받지는 못한다.
1959년, 상무인서관(商務印書館)에서 철금동검루(鐵琴銅劍樓) 옛 소장본을 저본으로 삼고 문진각(文津閣)에 소장되어 있던 사고전서본과 베이징 도서관 소장 옹동화(翁同龢) 교감본과 적원총서본을 참고로 방점을 찍어 활자본으로 인쇄하고 모두 새로 총목을 작성해 거듭 검교하였다. 타이베이 정문서국(臺灣鼎文書局)에서 1978년에 이를 번각하였다. 2008년 중화서국(中華書局)에서 다시 상무인서관 판본에 근거해 영인본을 펴냈으며, 아울러 상무인서관 편집부에서 찬한 출판 설명을 전언(前言)으로 바꾸고 원작자 조수엄(趙守儼)의 이름을 되돌렸다. 상무인서관 판본은 옛 사본에 비해 빠지거나 행간 오류가 있었고 이에 대한 교감기가 작성되기는 했지만 그 교감도 불충분한 것으로 정정할 부분이 적지 않았다는 견해도 있었다. 하지만 이전의 판본들에 비하면 더욱 나은 교정본이었다.

## 목차
- 권1 제왕(帝王) - 즉위책문(即位冊文)
- 권2 제왕 - 즉위사(即位赦) 상(上)
- 권3 제왕 - 즉위사 하(下)、개원(改元) 상
- 권4 제왕 - 개원 중(中)
- 권5 제왕 - 개원 하、개명(改名)
- 권6 제왕 - 존호비답(尊號批答)
- 권7 제왕 - 존호책문(尊號策文) 상
- 권8 제왕 - 존호책문 하
- 권9 제왕 - 책존호사(冊尊號赦) 상
- 권10 제왕 - 책존호사 하、전복(痊復)
- 권11 제왕 - 유조(遺詔) 상
- 권12 제왕 - 유조 하、유고(遺誥)
- 권13 제왕 - 시의(諡議) 상
- 권25 - 비빈(妃嬪)
- 권26 추시(追諡) - 책시문(冊諡文) 애책문(哀冊文)
- 권27 황태자(皇太子) - 입태자(立太子)
- 권28 황태자 - 책문(冊文)
- 권29 황태자 - 책태자사(冊太子赦)、가관(加冠)、개명(改名)、치주(齒冑)
- 권30 황태자 - 감국(監國)、전위(傳位)
- 권31 황태자 - 납비(納妃)、책비빈(冊妃嬪)、퇴양(退讓)、폐출(廢黜)、추복(追復)
- 권32 황태자 - 추증(追贈)、책증(冊贈)、애책문、파제(罷祭)
- 권33 제왕(諸王) - 봉건(封建)
- 권34 제왕 - 책문(冊文)
- 권35 제왕 - 제친왕관(除親王官) 상
- 권36 제왕 - 제친왕관 하
- 권37 제왕 - 책친왕관(冊親王官)
- 권38 제왕 - 가실봉(加實封)、손위(遜位)、봉군왕(封郡王)、책군왕(冊郡王)、제군왕관(除郡王官)、봉사왕(封嗣王)、책사왕(冊嗣王)、제사왕관(除嗣王官)、제왕남(諸王男)
- 권39 제왕 - 강출(降黜)、추복(追復)、수장(收葬)、추증(追贈)、책증(冊贈)
- 권40 제왕 - 책비(冊妃)、왕비입도(王妃入道)、수장왕비(收葬王妃)、육친족(睦親族)、계려(誡礪)
- 권41 공주(公主) - 봉호(封號)、책문(冊文)
- 권42 공주 - 출항(出降)、출항책문(出降冊文)、가실봉、화번(和蕃)、화번책문(和蕃冊文)、견출(譴黜)、추봉(追封)、시의(諡議)
- 권43 군현주(郡縣主)
- 권44 대신(大臣) - 재상(宰相) 명상(命相) 1
- 권45 대신 - 재상 명상 2
- 권46 대신 - 재상 명상 3
- 권47 대신 - 재상 명상 4
- 권48 대신 - 재상 명상 5
- 권49 대신 - 재상 명상 6
- 권50 대신 - 재상 명상 7
- 권51 대신 - 재상 관직(館職)
- 권52 대신 - 재상 판사(判使) 파판(罷判)、영진(領鎮)
- 권53 대신 - 재상 출진(出鎮) 상
- 권54 대신 - 재상 출진 하
- 권55 대신 - 재상 파면(罷免) 상
- 권56 대신 - 재상 파면 하
- 권57 대신 - 재상 휴치(休致)、폄강(貶降) 상
- 권58 대신 - 재상 폄강 하
- 권59 대신 - 장수(將帥) 명장(命將)
- 권60 대신 - 장수 상공(賞功)、폄책(貶責)
- 권61 대신 - 존례대신(尊禮大臣)、이성왕(異姓王)、이성왕비(異姓王妃)、책삼공(冊三公)
- 권62 대신 - 책국공(冊國公)、책위신(冊羣臣)
- 권63 대신 - 책증(冊贈)、배릉(陪陵)、배향(配享)、실봉(實封)
- 권64 대신 - 철권(鐵券)、부속적(附屬籍)
- 권65 대신 - 녹훈(錄勳)、녹구(錄舊)
- 권66 전례(典禮) - 봉선(封禪)、후토(后土)
- 권67 전례 - 남교(南郊) 1
- 권68 전례 - 남교 2
- 권69 전례 - 남교 3
- 권70 전례 - 남교 4
- 권71 전례 - 남교 5
- 권72 전례 - 남교 6
- 권73 전례 - 동교(東郊)、북교(北郊)、명당(明堂)、사직(社稷)
- 권74 전례 - 적전(籍田)、구궁귀신(九宮貴神)、악독산천(嶽瀆山川)、제사(諸祀)
- 권75 전례 - 태청궁(太清宮)、종묘(宗廟)、상천(常薦)、도천(祧遷)、친향(親享)
- 권76 전례 - 성시(省侍)、복기(服紀)、능침(陵寢) 상 영복(營卜)、충봉(充奉)、호종영가(扈從靈駕)
- 권77 전례 - 능침 하 우로(優勞)、공천(供薦)、친알(親謁)
- 권78 전례 - 추존조선(追尊祖先)、가시조종(加諡祖宗) 시의(諡議)、책문(冊文)、사(赦)、국기(國忌)
- 권79 전례 - 순행(巡幸)
- 권80 전례 - 조하(朝賀)、공헌(貢獻)、연집(宴集)、양로(養老)、기절(紀節)、전렵(弋獵)、상제(喪制)
- 권81 정사(政事) - 예악(禮樂)、경사(經史)
- 권82 정사 - 형법(刑法)、반력(頒曆)
- 권83 정사 - 은유(恩宥) 1
- 권84 정사 - 은유 2
- 권85 정사 - 은유 3
- 권86 정사 - 은유 4、시령(時令)
- 권99 정사 - 건역주현(建易州縣)、수복고사(修復故事)
- 권100 정사 - 관제(官制) 상
- 권101 정사 - 관제 하
- 권102 정사 - 거천(舉薦) 상
- 권103 정사 - 거천 하、안찰(按察) 상
- 권104 정사 - 안찰 하、포권(褒勸)
- 권105 정사 - 구직언(求直言)、숭유(崇儒)
- 권106 정사 - 제거(制舉)、공거(貢舉)
- 권107 정사 - 비어(備禦)
- 권108 정사 - 영선(營繕)、금약(禁約) 상
- 권109 정사 - 금약 하
- 권110 정사 - 계유(誡諭)、휴가(休假)
- 권111 정사 - 전농(田農)、부검(賦斂)、평전(平糴)
- 권112 정사 - 재리(財利)
- 권113 정사 - 도석(道釋)
- 권114 정사 - 상서(祥瑞)、의방(醫方) 질병부(疾病附)、수예(收瘞)、금고(禁錮)、잡록(雜錄)
- 권115 정사 - 무위(撫慰) 상
- 권116 정사 - 무위 중
- 권117 정사 - 무위 하
- 권118 정사 - 위유(招諭)
- 권119 정사 - 토벌(討伐) 상
- 권120 정사 - 토벌 하
- 권121 정사 - 사설(捨雪) 상
- 권122 정사 - 사설 하
- 권123 정사 - 구모(購募)、평란(平亂) 상
- 권124 정사 - 평란 중
- 권125 정사 - 평란 하
- 권126 정사 - 주륙(誅戮) 상
- 권127 정사 - 주륙 하
- 권128 번이(蕃夷) - 수무(綏撫)、명관(命官)、봉립(封立)
- 권129 번이 - 책문(冊文)、맹문(盟文)、진휼(賑卹)、사설
- 권130 번이 - 토벌、평란、고묘(告廟)